# Canthidium magnum
Canthidium magnum är en skalbaggsart som beskrevs av Edgar von Harold 1871. Canthidium magnum ingår i släktet Canthidium och familjen bladhorningar. Inga underarter finns listade.